# Berndorf (Thurnau)

Carl von Linde

Berndorf (oberfränkisch: Bean-doaf) ist seit 1972 ein Gemeindeteil des Marktes Thurnau im Landkreis Kulmbach (Oberfranken, Bayern). Die Gemarkung Berndorf hat eine Fläche von 3,048 km². Sie ist in 607 Flurstücke aufgeteilt, die eine durchschnittliche Flurstücksfläche von 5020,93 m² haben. In ihr liegen neben dem namensgebenden Ort die Gemeindeteile Hohezorn, Poppenleithen, Quartier, Ruh und Wiesenmühle.

## Geographie
Das Pfarrdorf liegt am Aubach. Die Kreisstraße KU 8 führt nach Menchau (0,7 km südwestlich) bzw. nach Thurnau zur Staatsstraße 2689 (0,7 km nordöstlich). Eine Gemeindeverbindungsstraße führt zur Kreisstraße KU 7 bei der Anschlussstelle 22 der Bundesautobahn 70 (0,4 km östlich), die unmittelbar nördlich des Ortes verläuft. Ein Anliegerweg führt zur Wiesenmühle (0,3 km nordöstlich). Im Südosten schließt sich eine flachhügelige Ebene von Acker- und Grünland an, die südlich von bewaldeten Anhöhen umgrenzt ist. Durch Berndorf verläuft der Fränkische Marienweg.

## Geschichte
Der Ort wurde im Jahr 1188 als „villae Perndorf“ erstmals urkundlich erwähnt. Das Bestimmungswort ist der Personenname Bero. Mit dem Personennamen wurde wahrscheinlich der Gründer der Siedlung angegeben. Seit etwa 1400 gab es in Berndorf eine St.-Leonhards-Kapelle. Aus dieser stammen die beiden ältesten Glocken der heutigen St.-Georg-Kirche, die auch als Friedenskirche bezeichnet wird.
Gegen Ende des 18. Jahrhunderts bestand Berndorf aus 36 Anwesen. Das Hochgericht und die Dorf- und Gemeindeherrschaft übte das Giech’sche Amt Thurnau aus. Grundherren waren
- das Amt Thurnau (22 Anwesen: 4 Höfe, 4 Halbhöfe, 2 Gütlein, 6 Sölden, 1 Halbsölde, 1 Viertelsölde, 2 Häuslein, 1 Tropfhäuslein, 1 Hofstatt),
- das Seniorat v. Künßberg (2 Gütlein),
- die Hospitalverwaltung Thurnau (1 Hof, 1 Haus),
- die Pfarrei Berndorf (1 Wirtshaus, 1 Hof, 3 Gütlein, 1 Häuslein),
- die Pfarrei Thurnau (1 Halbsöldengütlein, 2 Häuser),
- das St. Katharinen-Spital Bamberg (1 Gut).

Die Steuer und Vogtei stand dem Amt Thurnau zu mit Ausnahme der Anwesen des Bamberger Spitals: Hier oblag die Steuerhoheit dem bambergischen Amt Weismain. Neben den Anwesen gab es 1 Kirche, 1 Pfarrhaus, 1 Schulhaus und 1 Gemeindehirtenhaus.
Von 1797 bis 1810 unterstand der Ort dem Patrimonialgericht Thurnau. 1810 kam Berndorf zum Königreich Bayern. Mit dem Gemeindeedikt wurde Berndorf dem 1811 gebildeten Steuerdistrikt Limmersdorf zugewiesen. Mit dem Zweiten Gemeindeedikt (1818) entstand die Ruralgemeinde Berndorf, zu der Hohezorn, Kröglitzen, Poppenleithen, Quartier, Ruh und Wiesenmühle gehörten. Sie war in Verwaltung und Gerichtsbarkeit dem Herrschaftsgericht Thurnau (ab 1852 Landgericht Thurnau) zugewiesen und in der Finanzverwaltung dem Rentamt Thurnau (1919 in Finanzamt Thurnau umbenannt). Ab 1862 gehörte Berndorf zum Bezirksamt Kulmbach (1939 in Landkreis Kulmbach umbenannt). Die Gerichtsbarkeit blieb beim Landgericht Thurnau (1879 in das Amtsgericht Thurnau umgewandelt), seit 1929 ist das Amtsgericht Kulmbach zuständig. Die Finanzverwaltung übernahm 1929 das Finanzamt Kulmbach. Die Gemeinde hatte ursprünglich eine Gebietsfläche von 3,064 km², die sich durch die Abgabe von Kröglitzen an Limmersdorf im Jahr 1930 auf 3,019 km² verringerte.
Am 1. Januar 1972 wurde Berndorf in den Markt Thurnau eingemeindet.

### Baudenkmäler
- Haus Nr. 8, 12, 17 und 33: Wohnstallhäuser
- Haus Nr. 38: Evangelisch-lutherische Pfarrkirche St. Georg
- Kreuzstein
- Steinkreuz

### Einwohnerentwicklung
Gemeinde Berndorf
| Jahr      | 1840   | 1852   | 1855   | 1861   | 1867   | 1871   | 1875   | 1880   | 1885   | 1890   | 1895   | 1900   | 1905   | 1910   | 1919   | 1925   | 1933   | 1939   | 1946   | 1950   | 1952   | 1961   | 1970   |
| Einwohner | 233    | 250    | 252    | 252    | 235    | 218    | 231    | 225    | 222    | 227    | 213    | 202    | 191    | 199    | 180    | 198    | 201    | 196    | 300    | 265    | 249    | 223    | 209    |
| Häuser    |        |        |        |        |        | 40     |        |        | 39     | 39     |        | 39     |        |        |        | 40     |        |        |        | 40     |        | 44     |        |
| Quelle    | [ 16 ] | [ 16 ] | [ 16 ] | [ 17 ] | [ 18 ] | [ 19 ] | [ 20 ] | [ 21 ] | [ 22 ] | [ 23 ] | [ 16 ] | [ 24 ] | [ 16 ] | [ 25 ] | [ 16 ] | [ 11 ] | [ 16 ] | [ 16 ] | [ 16 ] | [ 12 ] | [ 16 ] | [ 26 ] | [ 27 ] |

Ort Berndorf
| Jahr      | 001809 | 001818 | 001861 | 001871 | 001885 | 001900 | 001925 | 001950 | 001961 | 001970 | 001987 |
| Einwohner | 218    | 164    | 216    | 179    | 177    | 159    | 163    | 220    | 197    | 184    | 241    |
| Häuser    |        | 36     |        |        | 33     | 33     | 34     | 35     | 39     |        | 69     |
| Quelle    | [ 28 ] | [ 10 ] | [ 17 ] | [ 19 ] | [ 22 ] | [ 24 ] | [ 11 ] | [ 12 ] | [ 26 ] | [ 27 ] | [ 1 ]  |

## Religion
Der Ort ist Sitz der Pfarrei Friedenskirche und ist seit der Reformation evangelisch-lutherisch geprägt.

## Söhne und Töchter des Ortes
- Carl von Linde (1842–1934), Ingenieur und Pionier der Kühltechnik